# Żabi Wierch Jaworowy
Żabi Wierch Jaworowy (słow. Žabí vrch Javorový, niem. Froschberg, węg. Békáshegy) – szczyt o wysokości 2203 m n.p.m. w słowackich Tatrach Wysokich. Leży w Jaworowej Grani, którą na północny zachód wysyła Mały Jaworowy Szczyt. Od Skrajnej Jaworowej Turni oddziela go Skrajna Jaworowa Przełęcz, a od Zielonego Wierchu Jaworowego płytka przełęcz zwana Żabim Przechodem.
Żabi Wierch Jaworowy jest najwyższym z grupy trzech kopulastych Jaworowych Wierchów. Od jego wierzchołka na północny wschód odchodzi grań, która oddziela Dolinę Żabią Jaworową od górnej części Doliny Jaworowej zwanej Doliną Zadnią Jaworową. Zwłaszcza od strony tychże dolin urwiska Żabiego Wierchu Jaworowego są bardzo strome, podcięte urwistymi skałami.
W południowo-wschodniej grani szczytu, opadającej na Skrajną Jaworową Przełęcz, położone są (kolejno od góry):
- Wyżnia Goryczkowa Ławka,
- Skrajny Goryczkowy Kopiniak (2176 m),
- Niżnia Goryczkowa Ławka,
- Zadni Goryczkowy Kopiniak.

Na wierzchołek Żabiego Wierchu Jaworowego nie prowadzą żadne znakowane szlaki turystyczne, więc nie jest on dostępny dla turystów. Dawniej obszar Doliny Jaworowej był miejscem częstych polowań myśliwych podhalańskich, jak i spiskich. Oni najprawdopodobniej dokonywali pierwszych wejść na szczyty w obrębie tej doliny.

## Nazewnictwo
W starszym nazewnictwie polskim Zielony Wierch Jaworowy był traktowany jako niższy, północno-zachodni wierzchołek Żabiego Wierchu Jaworowego. Polskie nazewnictwo uległo zmianie, Zielony Wierch Jaworowy otrzymał odrębną nazwę. W nazewnictwie słowackim, niemieckim i węgierskim w dalszym ciągu traktuje się Zielony Wierch Jaworowy jako część masywu Żabiego Wierchu Jaworowego.

## Historia
Pierwsze wejścia turystyczne:
- Karol Englisch i Adolf Kamiński, 1 sierpnia 1902 r. – letnie,
- Jadwiga Pierzchalanka i Jerzy Pierzchała, 24 marca 1936 r. – zimowe.